# Cnephasia laetana
Cnephasia laetana es una especie de polilla perteneciente al género Cnephasia, categorizada en la tribu Cnephasiini, de la subfamilia Tortricinae.

## Distribución
Se distribuye por España.

## Taxonomía
Fue descrita por Staudinger en 1871 y publicada por primera vez en (Sciaphila), Berl. ent. Z. 14(1870): 275.